# Daggkåpesläktet
Daggkåpesläktet (Alchemilla)  är ett växtsläkte i familjen rosväxter.  Det finns omkring 300 arter, de flesta i de kalla tempererade och subarktiska områdena i Europa och Asien, men även några i bergstrakter i Afrika, Nordamerika och Sydamerika.
Daggkåpesläktets arter är fleråriga, och kännetecknas av en kraftig jordstam.
Det vetenskapliga namnet Alchemilla kommer från alkemi. Förr trodde man att den vattendroppe som på grund av guttation samlas i bladen tidiga morgnar kunde användas vid framställning av guld.

## Några arter
- Daggkåpa (A. vulgaris)
- Fjällkåpa (A. alpina)
- Färödaggkåpa (A. faeroënsis)
- Jättedaggkåpa (A. mollis)
- Kustdaggkåpa (A. xanthochlora)
- Praktdaggkåpa (A. speciosa)
- Rödskaftig daggkåpa (A. erythropoda)

## Bildgalleri

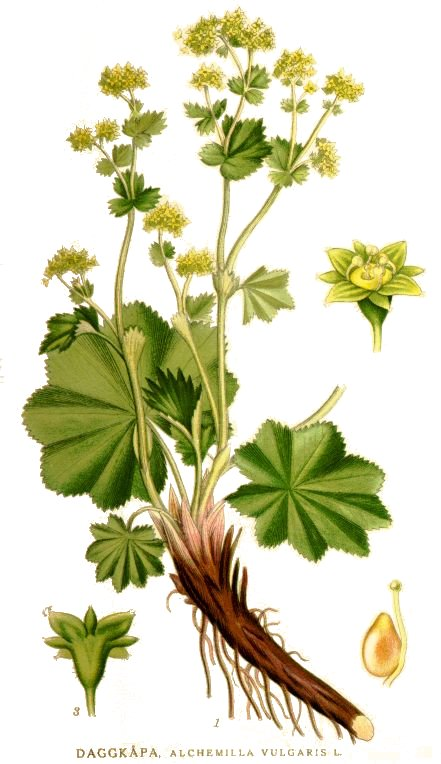

## Dottertaxa till Daggkåpor, i alfabetisk ordning[3]
- Alchemilla abchasica
- Alchemilla abramovii
- Alchemilla abyssinica
- Alchemilla achtarowii
- Alchemilla acrodon
- Alchemilla acropsila
- Alchemilla acrostegia
- Alchemilla acuminatidens
- Alchemilla acutata
- Alchemilla acutidens
- Alchemilla acutiformis
- Alchemilla adelodictya
- Alchemilla aemula
- Alchemilla aenostipula
- Alchemilla aequidens
- Alchemilla aggregata
- Alchemilla akdoganica
- Alchemilla aksharmae
- Alchemilla alba
- Alchemilla albanica
- Alchemilla albinervia
- Alchemilla alexandri
- Alchemilla alneti
- Alchemilla alpigena
- Alchemilla alpina
- Alchemilla alpinula
- Alchemilla altaica
- Alchemilla amardica
- Alchemilla amauroptera
- Alchemilla amblyodes
- Alchemilla amicorum
- Alchemilla amoena
- Alchemilla amphiargyrea
- Alchemilla amphibola
- Alchemilla amphipsila
- Alchemilla anceps
- Alchemilla ancerensis
- Alchemilla andringitrensis
- Alchemilla angustata
- Alchemilla angustifolia
- Alchemilla angustiserrata
- Alchemilla animosa
- Alchemilla anisiaca
- Alchemilla anisopoda
- Alchemilla antiropata
- Alchemilla aperta
- Alchemilla appressipila
- Alchemilla aranica
- Alchemilla arcuatiloba
- Alchemilla argentidens
- Alchemilla argutiserrata
- Alchemilla argyrophylla
- Alchemilla armeniaca
- Alchemilla aroanica
- Alchemilla aspera
- Alchemilla asteroantha
- Alchemilla atlantica
- Alchemilla atriuscula
- Alchemilla atropurpurea
- Alchemilla atrovirens
- Alchemilla aurata
- Alchemilla auriculata
- Alchemilla austroaltaica
- Alchemilla austroitalica
- Alchemilla ayazii
- Alchemilla ayderensis
- Alchemilla babiogorensis
- Alchemilla bakeri
- Alchemilla bakurianica
- Alchemilla baltica
- Alchemilla bandericensis
- Alchemilla barbatiflora
- Alchemilla basakii
- Alchemilla basaltica
- Alchemilla benasquensis
- Alchemilla bertiscea
- Alchemilla betuletorum
- Alchemilla beyazoglui
- Alchemilla bicarpellata
- Alchemilla bifurcata
- Alchemilla biquadrata
- Alchemilla biradiata
- Alchemilla bogumilii
- Alchemilla boleslai
- Alchemilla boluensis
- Alchemilla bolusii
- Alchemilla bombycina
- Alchemilla bonae
- Alchemilla borderei
- Alchemilla borealis
- Alchemilla bornmuelleri
- Alchemilla brachetiana
- Alchemilla brachyclada
- Alchemilla brachycodon
- Alchemilla braun-blanquetii
- Alchemilla brevidens
- Alchemilla breviloba
- Alchemilla brevituba
- Alchemilla brummittii
- Alchemilla bukovinensis
- Alchemilla bulgarica
- Alchemilla bungei
- Alchemilla burgensis
- Alchemilla bursensis
- Alchemilla buschii
- Alchemilla buseri
- Alchemilla buseriana
- Alchemilla calviflora
- Alchemilla calvifolia
- Alchemilla calviformis
- Alchemilla calvipes
- Alchemilla camptopoda
- Alchemilla canifolia
- Alchemilla capensis
- Alchemilla capillacea
- Alchemilla carinthiaca
- Alchemilla carniolica
- Alchemilla cartalinica
- Alchemilla cartilaginea
- Alchemilla cashmeriana
- Alchemilla catachnoa
- Alchemilla catalaunica
- Alchemilla cataractarum
- Alchemilla caucasica
- Alchemilla cavillieri
- Alchemilla cecilii
- Alchemilla ceroniana
- Alchemilla chalarodesma
- Alchemilla changaica
- Alchemilla charbonnelliana
- Alchemilla cheirochlora
- Alchemilla chevalieri
- Alchemilla chilitricha
- Alchemilla chionophila
- Alchemilla chirophylla
- Alchemilla chlorosericea
- Alchemilla chthamalea
- Alchemilla cimilensis
- Alchemilla ciminensis
- Alchemilla cinerea
- Alchemilla circassica
- Alchemilla circularis
- Alchemilla circumdentata
- Alchemilla citrina
- Alchemilla cleistophylla
- Alchemilla colorata
- Alchemilla colura
- Alchemilla commixta
- Alchemilla compactilis
- Alchemilla compta
- Alchemilla condensa
- Alchemilla confertula
- Alchemilla conglobata
- Alchemilla conjuncta
- Alchemilla connivens
- Alchemilla consobrina
- Alchemilla contractilis
- Alchemilla controversa
- Alchemilla corcontica
- Alchemilla coriacea
- Alchemilla coruscans
- Alchemilla crassa
- Alchemilla crassicaulis
- Alchemilla crebridens
- Alchemilla crenulata
- Alchemilla crinita
- Alchemilla croatica
- Alchemilla cryptantha
- Alchemilla cunctatrix
- Alchemilla cuneata
- Alchemilla curaica
- Alchemilla curta
- Alchemilla curtiloba
- Alchemilla curtischista
- Alchemilla curvidens
- Alchemilla cuspidens
- Alchemilla cymatophylla
- Alchemilla cyrtopleura
- Alchemilla czamsinensis
- Alchemilla czywczynensis
- Alchemilla dagestanica
- Alchemilla damianicensis
- Alchemilla dasyclada
- Alchemilla dasycrater
- Alchemilla debilis
- Alchemilla decalvans
- Alchemilla decumbens
- Alchemilla decurrens
- Alchemilla delitescens
- Alchemilla delphinensis
- Alchemilla demissa
- Alchemilla denticulata
- Alchemilla depexa
- Alchemilla devestiens
- Alchemilla dewildemanii
- Alchemilla deylii
- Alchemilla diademata
- Alchemilla diglossa
- Alchemilla diluta
- Alchemilla divaricans
- Alchemilla diversiloba
- Alchemilla diversipes
- Alchemilla dolichotoma
- Alchemilla dombaica
- Alchemilla dostalii
- Alchemilla dura
- Alchemilla duthieana
- Alchemilla dzhavakhetica
- Alchemilla echinogloba
- Alchemilla effusa
- Alchemilla elata
- Alchemilla elevitensis
- Alchemilla elgonensis
- Alchemilla elisabethae
- Alchemilla ellenbeckii
- Alchemilla ellenbergiana
- Alchemilla elongata
- Alchemilla epidasys
- Alchemilla epipsila
- Alchemilla erectilis
- Alchemilla erythropoda
- Alchemilla erythropodoides
- Alchemilla erzicanensis
- Alchemilla espotensis
- Alchemilla eugenii
- Alchemilla eurystoma
- Alchemilla exaperta
- Alchemilla exigua
- Alchemilla exilis
- Alchemilla exsanguis
- Alchemilla exsculpta
- Alchemilla exuens
- Alchemilla exul
- Alchemilla faeroensis
- Alchemilla fageti
- Alchemilla fallax
- Alchemilla farinosa
- Alchemilla federiciana
- Alchemilla filicaulis
- Alchemilla firma
- Alchemilla fischeri
- Alchemilla fissa
- Alchemilla fissimima
- Alchemilla flabellata
- Alchemilla flaccescens
- Alchemilla flaccida
- Alchemilla flavicoma
- Alchemilla flavovirens
- Alchemilla flexicaulis
- Alchemilla florulenta
- Alchemilla fluminea
- Alchemilla fokinii
- Alchemilla fontinalis
- Alchemilla font-queri
- Alchemilla frigens
- Alchemilla frondosa
- Alchemilla frost-olsenii
- Alchemilla fulgens
- Alchemilla fulgida
- Alchemilla fusoidea
- Alchemilla gaillardiana
- Alchemilla galkinae
- Alchemilla galpinii
- Alchemilla gemmia
- Alchemilla georgica
- Alchemilla gibberulosa
- Alchemilla giewontica
- Alchemilla gigantodus
- Alchemilla gilgitensis
- Alchemilla gingolphiana
- Alchemilla glabra
- Alchemilla glabricaulis
- Alchemilla glabriformis
- Alchemilla glacialis
- Alchemilla glaucescens
- Alchemilla glomerulans
- Alchemilla glyphodonta
- Alchemilla goloskokovii
- Alchemilla gorcensis
- Alchemilla gorodkovii
- Alchemilla gourzae
- Alchemilla grandiceps
- Alchemilla grandidens
- Alchemilla grenieri
- Alchemilla grossheimii
- Alchemilla grossidens
- Alchemilla gruneica
- Alchemilla gubanovii
- Alchemilla gymnopoda
- Alchemilla hadacii
- Alchemilla hageniae
- Alchemilla hamzaoglui
- Alchemilla harae
- Alchemilla haraldii
- Alchemilla haumannii
- Alchemilla hayirlioglorum
- Alchemilla hebescens
- Alchemilla helenae
- Alchemilla helgurdica
- Alchemilla helvetica
- Alchemilla hemicycla
- Alchemilla hemsinica
- Alchemilla hendrickxii
- Alchemilla heptagona
- Alchemilla hessii
- Alchemilla heterophylla
- Alchemilla heteropoda
- Alchemilla heteroschista
- Alchemilla heterotricha
- Alchemilla hians
- Alchemilla hildebrandtii
- Alchemilla hirsuticaulis
- Alchemilla hirsutiflora
- Alchemilla hirsutissima
- Alchemilla hirsuto-petiolata
- Alchemilla hirtipedicellata
- Alchemilla hirtipes
- Alchemilla hispanica
- Alchemilla hissarica
- Alchemilla holocycla
- Alchemilla homoeophylla
- Alchemilla hoppeana
- Alchemilla hoppeaniformis
- Alchemilla hoverlensis
- Alchemilla humilicaulis
- Alchemilla hyperborea
- Alchemilla hypercycla
- Alchemilla hyperptycha
- Alchemilla hypotricha
- Alchemilla hyrcana
- Alchemilla ikizdereensis
- Alchemilla ilerdensis
- Alchemilla imberbis
- Alchemilla impedicellata
- Alchemilla impexa
- Alchemilla impolita
- Alchemilla incisa
- Alchemilla inconcinna
- Alchemilla incurvata
- Alchemilla indica
- Alchemilla indivisa
- Alchemilla indurata
- Alchemilla infravalesiaca
- Alchemilla iniquiformis
- Alchemilla insignis
- Alchemilla integribasis
- Alchemilla inversa
- Alchemilla iratiana
- Alchemilla iremelica
- Alchemilla ischnocarpa
- Alchemilla isfarensis
- Alchemilla isodonta
- Alchemilla ivonis
- Alchemilla jailae
- Alchemilla japonica
- Alchemilla jaquetiana
- Alchemilla jaroschenkoi
- Alchemilla jasiewiczii
- Alchemilla johnstonii
- Alchemilla jugensis
- Alchemilla jumrukczalica
- Alchemilla kackarensis
- Alchemilla kemlensis
- Alchemilla kerneri
- Alchemilla kishangangensis
- Alchemilla kiwuensis
- Alchemilla kolaensis
- Alchemilla kornasiana
- Alchemilla kosiarensis
- Alchemilla kozlovskyi
- Alchemilla krylovii
- Alchemilla kulczynskii
- Alchemilla kungwatanensis
- Alchemilla kurdica
- Alchemilla kvarkushensis
- Alchemilla ladislai
- Alchemilla laeta
- Alchemilla laeticolor
- Alchemilla laevipes
- Alchemilla lainzii
- Alchemilla languescens
- Alchemilla languida
- Alchemilla lanuginosa
- Alchemilla lapeyrousii
- Alchemilla lasenii
- Alchemilla laxa
- Alchemilla ledebourii
- Alchemilla legionensis
- Alchemilla leiophylla
- Alchemilla leptoclada
- Alchemilla lessingiana
- Alchemilla leutei
- Alchemilla lindbergiana
- Alchemilla lineata
- Alchemilla lipschitzii
- Alchemilla lithophila
- Alchemilla litwinowii
- Alchemilla longana
- Alchemilla longidens
- Alchemilla longinodis
- Alchemilla longipes
- Alchemilla longituba
- Alchemilla longiuscula
- Alchemilla lorata
- Alchemilla loxotropa
- Alchemilla lucida
- Alchemilla ludovitiana
- Alchemilla lunaria
- Alchemilla lydiae
- Alchemilla macrescens
- Alchemilla macrochira
- Alchemilla macroclada
- Alchemilla madurensis
- Alchemilla malimontana
- Alchemilla malyi
- Alchemilla mantoniae
- Alchemilla maradykovensis
- Alchemilla marginata
- Alchemilla marsica
- Alchemilla martinii
- Alchemilla mastodonta
- Alchemilla matreiensis
- Alchemilla maureri
- Alchemilla megalodonta
- Alchemilla melancholica
- Alchemilla melanoscytos
- Alchemilla micans
- Alchemilla michelsonii
- Alchemilla microbetula
- Alchemilla microcephala
- Alchemilla microdictya
- Alchemilla microdonta
- Alchemilla microscopica
- Alchemilla microsphaerica
- Alchemilla mininzonii
- Alchemilla minusculiflora
- Alchemilla minutidens
- Alchemilla mollifolia
- Alchemilla mollis
- Alchemilla moncophila
- Alchemilla montenegrina
- Alchemilla monticola
- Alchemilla montserratii
- Alchemilla multidens
- Alchemilla multiloba
- Alchemilla murbeckiana
- Alchemilla murisserica
- Alchemilla mystrostigma
- Alchemilla nafarroana
- Alchemilla natalensis
- Alchemilla nemoralis
- Alchemilla nicolsonii
- Alchemilla nietofelineri
- Alchemilla niltarensis
- Alchemilla niphogeton
- Alchemilla nitida
- Alchemilla norica
- Alchemilla nudans
- Alchemilla nydeggeriana
- Alchemilla obconiciflora
- Alchemilla obesa
- Alchemilla obscura
- Alchemilla obsoleta
- Alchemilla obtegens
- Alchemilla obtusa
- Alchemilla obtusiformis
- Alchemilla oculimarina
- Alchemilla oligantha
- Alchemilla oligotricha
- Alchemilla omalophylla
- Alchemilla opaca
- Alchemilla ophioreina
- Alchemilla orbicans
- Alchemilla orduensis
- Alchemilla oriturcica
- Alchemilla orthotricha
- Alchemilla oscensis
- Alchemilla othmarii
- Alchemilla ovitensis
- Alchemilla oxyodonta
- Alchemilla oxysepala
- Alchemilla ozana
- Alchemilla pachyphylla
- Alchemilla paeneglabra
- Alchemilla paicheana
- Alchemilla palii
- Alchemilla pallens
- Alchemilla pampaniniana
- Alchemilla panigrahiana
- Alchemilla paracompactilis
- Alchemilla parijae
- Alchemilla pascualis
- Alchemilla patens
- Alchemilla paupercula
- Alchemilla pavlovii
- Alchemilla pawlowskii
- Alchemilla pectiniloba
- Alchemilla pedata
- Alchemilla pentaphyllea
- Alchemilla pentaphylloides
- Alchemilla perglabra
- Alchemilla peristerica
- Alchemilla perrieri
- Alchemilla persica
- Alchemilla perspicua
- Alchemilla petiolulans
- Alchemilla petraea
- Alchemilla phalacropoda
- Alchemilla phegophila
- Alchemilla philonotis
- Alchemilla pilosiplica
- Alchemilla pinguis
- Alchemilla pirinica
- Alchemilla platygyria
- Alchemilla plicata
- Alchemilla plicatissima
- Alchemilla plicatula
- Alchemilla plocekii
- Alchemilla pogonophora
- Alchemilla polatschekiana
- Alchemilla polemochora
- Alchemilla polessica
- Alchemilla polita
- Alchemilla polychroma
- Alchemilla porrectidens
- Alchemilla prasina
- Alchemilla procerrima
- Alchemilla propinqua
- Alchemilla pseudincisa
- Alchemilla pseudocalycina
- Alchemilla pseudocartalinica
- Alchemilla pseudodecumbens
- Alchemilla pseudothmarii
- Alchemilla psilocaula
- Alchemilla psilomischa
- Alchemilla psiloneura
- Alchemilla psilopodia
- Alchemilla ptychomnoa
- Alchemilla purpurascens
- Alchemilla pustynensis
- Alchemilla pycnantha
- Alchemilla pycnoloba
- Alchemilla pycnotricha
- Alchemilla racemulosa
- Alchemilla raddeana
- Alchemilla radiisecta
- Alchemilla rehmannii
- Alchemilla reniformis
- Alchemilla retinerviformis
- Alchemilla retinervis
- Alchemilla retropilosa
- Alchemilla reversantha
- Alchemilla rhiphaea
- Alchemilla rhodobasis
- Alchemilla rhodocycla
- Alchemilla rhododendrophila
- Alchemilla riloensis
- Alchemilla rivularis
- Alchemilla rizensis
- Alchemilla roccatii
- Alchemilla rothmaleri
- Alchemilla rubens
- Alchemilla rubidula
- Alchemilla rubricaulis
- Alchemilla rubristipula
- Alchemilla rugulosa
- Alchemilla rutenbergii
- Alchemilla sabauda
- Alchemilla saliceti
- Alchemilla samantaraii
- Alchemilla samuelssonii
- Alchemilla sanguinolenta
- Alchemilla santanderiensis
- Alchemilla sarmatica
- Alchemilla sarojiniae
- Alchemilla sauri
- Alchemilla saxatilis
- Alchemilla saxetana
- Alchemilla scalaris
- Alchemilla schischkinii
- Alchemilla schistophylla
- Alchemilla schizophylla
- Alchemilla schlechteriana
- Alchemilla schmidelyana
- Alchemilla sciadiophylla
- Alchemilla sedelmeyeriana
- Alchemilla sejuncta
- Alchemilla semidivisa
- Alchemilla semihirta
- Alchemilla semilunaris
- Alchemilla semisecta
- Alchemilla semispoliata
- Alchemilla serbica
- Alchemilla sergii
- Alchemilla sericata
- Alchemilla sericea
- Alchemilla sericoneura
- Alchemilla sericoneuroides
- Alchemilla serratisaxatilis
- Alchemilla sevangensis
- Alchemilla sibirica
- Alchemilla sibthorpioides
- Alchemilla sierrae
- Alchemilla sintenisii
- Alchemilla sinuata
- Alchemilla sirjaevii
- Alchemilla smaragdina
- Alchemilla smirnovii
- Alchemilla smytniensis
- Alchemilla snarskisii
- Alchemilla sojakii
- Alchemilla sokolowskii
- Alchemilla spathulata
- Alchemilla speciosa
- Alchemilla spectabilior
- Alchemilla splendens
- Alchemilla squarrosula
- Alchemilla stanislaae
- Alchemilla stellaris
- Alchemilla stellulata
- Alchemilla stenantha
- Alchemilla stenoleuca
- Alchemilla stevenii
- Alchemilla stichotricha
- Alchemilla stiriaca
- Alchemilla straminea
- Alchemilla stricta
- Alchemilla strictissima
- Alchemilla strigosula
- Alchemilla stuhlmannii
- Alchemilla suavis
- Alchemilla subalpina
- Alchemilla subcrenata
- Alchemilla subcrenatiformis
- Alchemilla subcrispata
- Alchemilla suberectipila
- Alchemilla subglobosa
- Alchemilla sublessingiana
- Alchemilla subnivalis
- Alchemilla subsericea
- Alchemilla subsessilis
- Alchemilla subsplendens
- Alchemilla substrigosa
- Alchemilla sukaczevii
- Alchemilla superata
- Alchemilla supina
- Alchemilla surculosa
- Alchemilla szaferi
- Alchemilla tacikii
- Alchemilla taernaensis
- Alchemilla tamarae
- Alchemilla taurica
- Alchemilla tenerifolia
- Alchemilla tenerrima
- Alchemilla tenuis
- Alchemilla thaumasia
- Alchemilla tianschanica
- Alchemilla tichomirovii
- Alchemilla tirolensis
- Alchemilla tiryalensis
- Alchemilla trabzonica
- Alchemilla transcaucasica
- Alchemilla transiens
- Alchemilla transiliensis
- Alchemilla transpolaris
- Alchemilla tredecimloba
- Alchemilla trichocrater
- Alchemilla triphylla
- Alchemilla trollii
- Alchemilla trullata
- Alchemilla trunciloba
- Alchemilla tubulosa
- Alchemilla turkulensis
- Alchemilla turuchanica
- Alchemilla tytthantha
- Alchemilla undulata
- Alchemilla uralensis
- Alchemilla urceolata
- Alchemilla vaccariana
- Alchemilla walasii
- Alchemilla valdehirsuta
- Alchemilla vallesiaca
- Alchemilla wallischii
- Alchemilla waltersii
- Alchemilla weberi
- Alchemilla velebitica
- Alchemilla venosa
- Alchemilla venosula
- Alchemilla ventiana
- Alchemilla verae
- Alchemilla veronicae
- Alchemilla versipila
- Alchemilla versipiloides
- Alchemilla westermaieri
- Alchemilla vestita
- Alchemilla vetteri
- Alchemilla wichurae
- Alchemilla viguieri
- Alchemilla villarii
- Alchemilla villosa
- Alchemilla vinacea
- Alchemilla vincekii
- Alchemilla virginea
- Alchemilla viridiflora
- Alchemilla viridifolia
- Alchemilla wischniewskii
- Alchemilla vizcayensis
- Alchemilla volkensii
- Alchemilla woodii
- Alchemilla vorotnikovii
- Alchemilla vranicensis
- Alchemilla vulgaris
- Alchemilla xanthochlora
- Alchemilla ypsilotoma
- Alchemilla zapalowiczii
- Alchemilla ziganadagensis
- Alchemilla zmudae